# Discografia di Rakim
Questa che segue è la discografia completa del rapper statunitense Rakim.

## Album

### Album con Eric B.
| Anno | Titolo                                                                                    | Posizione più alta | Posizione più alta | Posizione più alta | Certificazioni |
| Anno | Titolo                                                                                    | US                 | US R&B             | UK                 | Certificazioni |
| ---- | ----------------------------------------------------------------------------------------- | ------------------ | ------------------ | ------------------ | -------------- |
| 1987 | Paid in Full - Pubblicato: 7 luglio 1987 - Etichetta: 4th & B'way Records, Island Records | 58                 | 8                  | 85                 | - US: Platino  |
| 1988 | Follow the Leader - Pubblicato: 26 luglio 1988 - Etichetta: Uni Records                   | 22                 | 7                  | 25                 | - US: Oro      |
| 1990 | Let the Rhythm Hit 'Em - Pubblicato: 19 giugno 1990 - Etichetta: MCA Records              | 32                 | 10                 | 58                 | - US: Oro      |
| 1992 | Don't Sweat the Technique - Pubblicato: 13 febbraio 1996 - Etichetta: MCA                 | 22                 | 9                  | 73                 |                |

### Album solisti
| Anno | Titolo                                                                                           | Posizione più alta | Posizione più alta | Posizione più alta | Certificazioni |
| Anno | Titolo                                                                                           | US                 | US R&B             | UK                 | Certificazioni |
| ---- | ------------------------------------------------------------------------------------------------ | ------------------ | ------------------ | ------------------ | -------------- |
| 1997 | The 18th Letter - Pubblicato: 4 novembre 1997 - Etichetta: Uptown Records, Universal Music Group | 4                  | 1                  | 72                 | - US: Oro      |
| 1999 | The Master - Pubblicato: 30 novembre 1999 - Etichetta: Universal                                 | 72                 | 7                  | -                  |                |
| 2001 | The Seventh Seal - Pubblicato: 17 novembre 2009 - Etichetta: SMC Recordings                      | 67                 | 9                  | -                  |                |

### Raccolte
| Anno | Titolo | Posizione più alta |
| Anno | Titolo | US R&B             |
| ---- | --- | ------------------ |
| 2001 | 20th Century Masters – The Millennium Collection: The Best of Eric B. & Rakim (con Eric B.) - Pubblicato: 19 giugno 2001 - Etichetta: Hip-O Records | -                  |
| 2003 | Classic (con Eric B.) - Pubblicato: 22 aprile 2003 - Etichetta: Universal                                                                           | -                  |
| 2005 | Gold (con Eric B.) - Pubblicato: 14 giugno 2005 - Etichetta: Hip-O                                                                                  | -                  |
| 2008 | Repaid in Full: The Paid in Full Remixed (con Eric B.) - Pubblicato: 5 febbraio 2008 - Etichetta: Island                                            | -                  |
| 2008 | The Archive: Live, Lost & Found - Pubblicato: 4 marzo 2008 - Etichetta: Fast Life Music                                                             | 99                 |
| 2010 | Rarities Edition: Paid in Full (con Eric B.) - Pubblicato: 5 gennaio 2010 - Etichetta: Island                                                       | -                  |